# Embajada a Tamorlán
Embajada a Tamorlán o Historia del Gran Tamorlan, e itinerario y enarracion del viage, y relacion de la embajada que Ruy Gonzalez de Clavijo le hizo por mandado del rey Enrique III de Castilla es un libro de viaje que da cuenta de la experiencia vivida por los embajadores, entre ellos el escritor de la crónica, Ruy González de Clavijo, enviados por Enrique III, así como la vida del líder turco-mongol musulmán Temür -Tamurbec o Tamerlán- quien radicó su corte y capital en Samarcanda. La crónica abarca el viaje entre 1403 y 1406.
Es la obra más importante de la vertiente diplomática dentro de los libros de viajes y muy destacada en este grupo de obras de la literatura medieval de España. Este libro es la crónica del viaje que, entre los años 1403 y 1406, realizaron los embajadores del rey Enrique III de Castilla hasta la lejana corte de Tamorlán, heredero del imperio de Gengis Kan. Estos embajadores fueron Ruy González de Clavijo, autor de este libro medieval, y el fraile dominico Alfonso Páez de Santamaría. En Embajada a Tamorlán se describe la vida asiática, la flora y la fauna, las ciudades visitadas, como Constantinopla y Samarcanda, y las gentes del lugar, con especial atención a Tamorlán y su entorno. Por tanto, es una obra veraz en cuanto a las fechas y lugares que describe. Es un texto poco conocido, pero clave en el ámbito de los libros de viajes y aventuras. Se redactó el mismo año en que finalizó el viaje (1406).

## Antecedentes de laEmbajada a Tamorlán
Existe una serie de antecedentes en la literatura europea en lo que se refiere al género de los libros de viajes que ayudan a comprender la significación histórica y literaria de la Embajada a Tamorlán. En este orden literario, se encuentra en primer lugar el llamado Pseudo Calístenes, del siglo III d. C., relato que trata la vida de Alejandro Magno. El contenido de esta obra es una narración de los sucesos acontecidos a la expedición alejandrina por las tierras asiáticas. A partir de este escrito, en el curso de la Edad Media se testimonia un número cada vez mayor de viajeros y viajes. 
Otro viajero que adquirió también una gran nombradía en la Baja Edad Media es el veneciano Marco Polo, cuyo libro es, en cierto modo, circunstancial, resultado del ejercicio de su profesión como comerciante por un continente asiático exótico y legendario. La obra fue escrita tanto por Marco Polo como por el pisano Rusticello, y recibió el título Le divisement dou Monde, y en versión española Libro de las maravillas del Mundo o el Millón. 
Cabe también otra especie de viaje: el imaginado o falso. Este es el caso del libro que se llamó Tratado de las cosas más maravillosas y notables que existen en el mundo o, más sencillamente, Libro de las maravillas, escrito por John Mandeville. El libro se compone de una suma de noticias tomadas de muy diferentes fuentes (no mencionadas) y enhebradas a través de un viaje que el autor cuenta haber realizado a través de Turquía, Armenia, Tartaria, Persia, los países árabes, Egipto, Etiopía e India, entre otros lugares, sobre todo islas desconocidas. Mandeville calló sus fuentes pero los investigadores han logrado averiguarlas, encontrando obras como la gran enciclopedia Speculum maius de Vicent de Beauvais, el Livre dou Tresor de Brunetto Latini, el Itinerario de Odorico, la ya mencionada leyenda sobre Alejandro Magno del Pseudo Calístenes, etcétera. 
A estos libros de viaje de raíz occidental hay que añadir las noticias que podrían haber llegado por medio de la vía árabe (libros de viaje llamados rihla), como el de Ibn Batuta, y también los libros de procedencia hispano-judía. 
En cuanto a aspectos no literarios, importa referirnos ahora a los viajes que desde Europa se hicieron a Asia en los siglos XIII y XIV, ya que son el precedente cercano de la Embajada de Tamorlán, sobre todo a los viajes emprendidos por efecto de la aparición en Asia del poder político que impulsó al pueblo mongol y sus descendientes. En la compleja historia de este continente, el pueblo mongol intervino con ocasión del poderío de Gengis Kan (h. 1155-1227), y luego por el que tuvo su descendiente, el llamado Tamorlán. Los mongoles, acaudillados por Gengis Kan, se organizaron en un extenso ejército que alcanzó desde China hasta Irán y el Turquestán, llegando a alcanzar los bordes de Europa a través de la estepa rusa. Creció entonces la alarma entre los pueblos cristianos de Europa y , ademáse del afán de defender las tierras cristianas de estos pueblos tártaros, también se quiso saber de aquellas gentes, de su poder y sus costumbres. Esto hizo que se escribieran narraciones y relatos sobre el pueblo mongol y tártaro, volviendo a la cuestión literaria, que obtuvieron una cierta difusión. La importancia de esta diversidad de relatos fue grande, pues aportaron un caudal de informaciones recogidas a través de la experiencia de los viajeros. 
Por tanto, la Embajada a Tamorlán debe considerarse dentro del marco general de las relaciones de Europa con Oriente. Cabe destacar, además, que las embajadas entre Enrique III y Tamorlán constituyen el episodio más importante de la diplomacia medieval castellana.

## La embajada de Tamorlán a Enrique III
Enrique III (1379-1406) fue rey de la dinastía de los Trastámara, y ocupó el trono de Castilla durante dieciséis años, desde 1390 hasta su muerte. La política de expansión territorial propia de Tamorlán condujo a sus ejércitos hacia la parte del Asia Menor cercana a la Europa oriental, a lo que respondió Enrique III enviando una embajada. Su misión diplomática pretendía estrechar relaciones con otras naciones que pudieran neutralizar la amenaza otomana y en el año 1403 parte su comitiva, con destino a Samarcanda. 
Enrique III estaba pendiente de las novedades que le llegaban de estos lugares orientales, tal y como testimonia una Compilación de Crónicas de España. El rey castellano procuró que la elección de los embajadores fuese digna en representación de su reino. Entre ellos, destacan Ruy González de Clavijo en primer lugar, autor de la obra, además de Fray Alfonso Páez de Santa María, entre otros. 
Ruy González de Clavijo fue elegido por el rey como cabeza de la expedición, y el cumplimiento de esta embajada constituyó el episodio más importante de su vida, y por él es recordado y elogiado. Se desconoce los años que tenía cuando viajó a Samarcanda, pero parece que se encontraba ya en una edad madura. Durante este viaje, González de Clavijo escribió una canción a su mujer Mayor Arias, y ella le respondió enviándole otra. Ambas poesías son del orden cancioneril, y representan un buen testimonio lírico de la conmoción humana que supuso la expedición.
Fray Alfonso Páez de Santa María, otro de los viajeros, fue un religioso del que solo sabemos lo que testimonia la Embajada: pertenecía a la Orden de los Predicadores y era maestro en teología. Aun siendo una embajada civil, convenía que en ella fuese un fraile de esta Orden y con experiencia en el trato con los pertenecientes a otras creencias no cristianas. Se dice que Alfonso Páez pudo haber intervenido en el relato, y su autoría fue propuesta en el año 1961 por Cirac Estopañán. 
En cuanto al resto de embajadores, en un momento del viaje de ida se menciona que son catorce. Entre ellos, Gómez de Salazar, que cuentan que murió durante el viaje, y probablemente Alfonso Fernández de Mesa estuviese en el viaje, lo cual se conoce por una mención de Pero Tafur en sus Andanzas y viajes. 
En conclusión, la elección de embajadores que realizó Enrique III fue todo un éxito, cada uno de ellos llevó a cabo de manera satisfactoria su misión y crearon un grupo coordinado que consiguió el objetivo propuesto. Además, los embajadores castellanos habían sido acompañados de los mongoles responsables de llevar las cartas de Tamorlán. En el puesto de líder se puede ver a Mahomad Alcaxi que presta ayuda a los castellanos a lo largo del viaje, incluso arriesgando su vida.

## La autoría de la obra
Surge la hipótesis de que el deseo de que este viaje tan singular y único se escribiese, pudiese provenir del mismo Enrique III. El proceso que siguieron seguramente fuese muy distinto al habitual que se utilizaba para las novelas en prosa. En cuanto a la ubicación de la redacción del texto en el tiempo, se especula que ocurriese entre el 24 de marzo de 1406, fecha en que los embajadores llegan a Alcalá de Henares (donde estaba el rey) y el 25 de diciembre del mismo año, cuando el monarca muere.  
El rey envió a la embajada en 1403, sin embargo, conservamos una carta al arzobispo de Sevilla donde declara que aún en 1405 está a la espera del regreso de sus miembros. En 1406, cuando estos volvieron con las deseadas noticias se dio paso a la redacción que muestra conciencia del tiempo narrativo. Este proceso narrativo fue basado en la experiencia de los embajadores, sin embargo, esto plantea un problemas de autoría pues no se sabe si alguno de ellos destacó en la redacción. Se sabe que Ruy González de Clavijo fue un hombre cultivado en el ámbito de las letras puesto que él y su mujer escribieron lírica cancioneril sobre esta aventura. Esta opinión sobre su autoría fue dada por Argote de Molina que explicaba lo anteriormente dicho y que además parecía ser de los protagonistas principales. En la portada del libro aparece “la relación de la Embajada”, tarea que le fue encomendada a Ruy González por obra del rey. Dicha concepción de la autoría de la obra es la más extendida. 
Cabe destacar que en la versión original el primer embajador nombrado es Fray Alonso Páez de Santa María. Es posible que sea el primer nombrado de acuerdo con el prestigio de la Iglesia puesto que era fraile de una orden. Sin embargo, era el mejor preparado para escribir una obra así y para poder relacionarse con la gente durante el camino. Debido a su formación como teólogo era probablemente conocedor del latín aparte del castellano, pero se baraja además la posibilidad de que conociese italiano y árabe. Dicha formación le hubiese facilitado la recogida de datos sobre los ritos bizantinos y armenios; y su conocimiento cultural le hace recopilar información sobre el mundo clásico. Cuando se encuentran ante Tamorlán, alega que su carta solo hubiese sido capaz de leerla él. Esta propuesta fue apoyada por S. Cirac Estupiñan quien mostró la sobriedad del texto, lo cual es particular de los frailes. 

## Argumento
Enrique III, rey de Castilla, en su propósito de encontrar aliados contra la expansión del ejército otomano, cuya amenaza se aproximaba a Europa, envió en el año 1403 una embajada a Tamerlán, el señor de Samarcanda, que un año antes había capturado al sultán Bayaceto en la batalla de Angora. Tamerlán o Tamorlán, tal y como se cita en la obra, era un caudillo militar de origen turco-mongol que, al igual que su antecedente Gengis Khan, con quien se le ha comparado, templó sus primeras armas al frente de una partida de aventureros y salteadores, consiguiendo alcanzar gran reputación como guerrero. En poco más de dos decenios logró reunir un gran ejército con el que fundó un Imperio que se extendía desde Delhi hasta Moscú, tomando ciudades como Delhi, Bagdad o Damasco. Al frente de la expedición diplomática de Enrique III a Samarcanda, la capital del Imperio del Gran Tamerlán, marchó Ruy González de Clavijo, autor de la obra. El viaje se llevó a cabo durante tres años y su detallado relato fue escrito en el año 1406, en el que tuvo fin la expedición. 

## Composición de la obra
Teniendo en cuenta la intencionalidad de la obra, es difícil atribuirle su autoría a una determinada  persona, así como es difícil creer que solo contaran con la experiencia del viaje para su creación (gran abundancia de datos). Hay géneros que por sus aspectos comunes pudieron haber intervenido en su composición. Los diarios son relatos temporales sobre el presente del que se desea dejar un testimonio por escrito. En la Embajada se puede ver cómo cuentan los hechos cronológicamente mediante menciones como: al amanecer, mediodía, horas de la noche… Es posible que Enrique III enviase a un escriba con habilidad para recoger información en poco espacio de los sucesos diarios. 
Los itinerarios es otra clase de libros a los que puede pertenecer la Embajada. Sin embargo, se trataría de un itinerario peculiar, no el habitual que explicaba el camino hacia Tierra Santa. Los embajadores no pretendían mostrar una guía del viaje sino simplemente mostrar que éste sería irrepetible y nadie más podría emprenderlo. El rasgo de esta obra de itinerario consiste en la apreciación de las distancias, que son aproximadas. 
En cuanto a las descripciones del libro, se puede ver como cuenta aquello que se distingue más de Castilla. Para que esto diese un resultado exitoso entre los lectores, se necesita un conocimiento de la descripción retórica. Las descripciones de las ciudades eran veraces y por ello no podía introducir elementos irreales. Además, dichas descripciones eran más o menos extensas y minuciosas en función de la relevancia de las ciudades, siendo las más importantes Constantinopla y Samarcanda. Por ejemplo, así describe Constantinopla:

"Y la ciudad de Constantinopla es cerrada muy bien de un alto muro y fuerte, y de fuertes torres y grandes, y han en ellas tres esquinas, de esquina a esquina hay seis millas, así que mide alrededor toda la ciudad diez y ocho millas, que son seis leguas, y las dos partes de ellas cerca del mar, y la otra la tierra, y al un cabo al esquina que no cerca el mar, en uno alto están los palacios del Emperador, y como quiera que la ciudad sea grande y de gran cerca, no es toda bien poblada, ca en medio de ella hay muchos oteros y valles, en que hay labranzas de pan y huertas."
Ruy de Clavijo

De la misma forma se describe la flora (centrándose en lo que se cultivaba) y la fauna (centrándose en la descripción real, por ejemplo, de lo que era una jirafa). Es también un uso retórico la forma en que usa la comparaciones entre lo que está viviendo y lo que había escuchado de otros viajeros. Comenta la novedad, comparándola con la vida cotidiana de Castilla: asemeja la jirafa a un caballo. En Sevilla fue preparado este viaje y, por ello, las ciudades son comparadas con algunos lugares de allí. Este recurso es el responsable de que esta obra deje de ser únicamente un documento diplomático para convertirse también en un libro de viajes capaz de hacer partícipe a sus lectores de la aventura, puesto que los costes para viajar a Oriente eran altos. 

".. y la ciudad de Constantinopla está junta con el mar, como os he dicho, y las dos partes de ella cerca el mar, y de frente de ella está la ciudad de Pera, y entre ambas ciudades está el puerto. Y Constantinopla está así como Sevilla, y la ciudad de Pera así como Triana y el puerto y los navíos en medio, y los Griegos no llaman a Constantinopla como nos la llamamos, salvo Escomboli."
Ruy de Clavijo

Aquello que en literatura medieval se denomina “maravilla”, en esta obra se pone de manifiesto cuando el narrador deposita su confianza en Dios, siendo el milagro una vía de esta “maravilla”. Se resume a hechos religiosos y otros percibidos desde la condición humana. En este relato, dicho concepto es definido como la verdad que quieren contar. 
Embajada a Tamorlán tiene además un sentido cronístico dado que relata acontecimientos históricos de actualidad en esa época, como los sucesos de los caballeros de la Orden de Rodas en relación con la guerra de Alejandría. La parte de la obra más relevante en la época es la historia de Tamorlán, de nuevo, porque los habitantes de Castilla recibirían noticias históricas privilegiadas, sin embargo, corrían el riesgo de recibir noticias falsas. Aun así, existió la posibilidad de cotejar versiones entre los distintos relatos que aportaban los viajeros. La difusión de la información sobre la vida de Tamorlán dio lugar en el territorio castellano a especulaciones y creencias.

## Algunas ediciones deEmbajada a Tamorlán
- 1406 - Manuscrito de Ruy González de Clavijo.
- 1582 - Historia del Gran Tamorlán e Itinerario y narración del viage, y relación de la Embaxada que Ruy Gonçalez de Clavijo le hizo, por mandado de muy poderoso Señor Rey don Henrique el Tercero de Castilla... Sevilla: A. Pescioni.
- 1782 - González de Clavijo, Ruy - Historia del Gran Tamorlan, e itinerario y enarracion del viage, y relación de la embajada que Ruy Gonzalez de Clavijo le hizo por mandado del rey Don Henrique el tercero de Castilla. Y un breve discurso / fecho por Gonzalo Argote de Molina, en biblioteca digital Junta de Castilla y León. -Segunda impresion a que se ha añadido la vida del Gran Tamorlan sacada de los comentarios, que escribió Don Garcia de Silva y Figueroa, de su embajada al rey de Persia-.
  - 1782 - González de Clavijo, Ruy, Vida y hazañas del gran Tamorlán con la descripción de las tierras de su imperio y señorío, escrita por Ruy González de Clavijo, págs. 25-220.
- 1984 - González de Clavijo, Ruy, Historia del Gran Tamorlán e itinerario y narración del viaje de la Embajada que Ruy González de Clavijo, Madrid, Miraguano, 1984.
- 1999 - González de Clavijo, Ruy, Embajada a Tamorlán, Francisco López Estrada (ed.), Madrid, Castalia (col. Clásicos Castalia, 242), 1999. ISBN 84-7039-831-8.
- 2002 - González de Clavijo, Ruy, Misión diplomática de Castilla a Samarcanda: 1403-1406 / Diplomaticheskaia missiia iz Kastilii v Samarkand; edición, Leoncio Cabrero; traducción al ruso, Claudio Klotchkov. Madrid: Agencia Española de Cooperación Internacional / Ediciones de Cultura Hispánica.
- 2009 - González de Clavijo, Ruy Viaje a Samarkanda: relación de la embajada de Ruy González de Clavijo; coordinador científico: Rafael López Guzmán. Granada: El Legado Andalusí.
- 2018 - González de Clavijo, Ruy, Embajada a Tamorlán, Editorial Castalia, Barcelona, 2018, ISBN: 9788497408073.